# Solariella lewisae
Solariella lewisae är en snäckart som beskrevs av Willett 1946. Solariella lewisae ingår i släktet Solariella och familjen pärlemorsnäckor. Inga underarter finns listade i Catalogue of Life.